# IC 4995
IC 4995 ist eine linsenförmige Galaxie vom Hubble-Typ S0 im Sternbild Teleskop am Südsternhimmel. Sie ist rund 214 Millionen Lichtjahre von der Milchstraße entfernt.
Das Objekt wurde am 31. August 1904 von Royal Harwood Frost entdeckt.